# Canal de Yucatán
El canal de Yucatán es un estrecho localizado entre la península de Yucatán, en México, y la isla de Cuba. Comunica el mar Caribe con el golfo de México.
El canal de Yucatán tiene un ancho aproximado de 217 kilómetros medidos entre el cabo Catoche, el punto más septentrional de la península, y el cabo San Antonio, el extremo occidental de Cuba; y una profundidad máxima de 2779 m. A través de él fluye del mar Caribe al golfo de México, una corriente marina cálida que recibe el nombre de corriente de Yucatán, una vez en el golfo de México toma el nombre de corriente del Golfo y se dirige hacia el estrecho de la Florida.
La topografía marina es bastante accidentada con crestas que presentan fuertes pendientes.

## Corrientes
El Canal de Yucatán separa a Cuba de la Península de Yucatán de México y une el Mar Caribe con el Golfo de México. El estrecho tiene una extensión de 217 kilómetros (134,8 mi) entre Cabo Catoche en México y Cabo San Antonio en Cuba. Tiene una profundidad máxima cerca de la costa cubana de 2779 metros (3039,2 yd). El agua fluye a través del Mar Caribe de este a oeste. Este flujo consiste en 5 Sv de agua de la Corriente Ecuatorial del Norte que fluye a través del Paso de Barlovento y 12 Sv de agua de la Corriente Ecuatorial del Sur que fluye a lo largo de la costa de Brasil. El flujo total es de unos 17 Sv a una temperatura de al menos 17 °C. Cuando esta agua pasa por la península de Yucatán se convierte en la corriente de Yucatán. Esta corriente proporciona la mayor parte del flujo de entrada de agua en el Golfo de México, ya que la cantidad de agua que entra por el Estrecho de Florida es pequeña e intermitente. La Corriente de Yucatán fluye fuertemente en el lado occidental del canal, mientras que la Contracorriente de Cuba fluye en dirección opuesta en el lado oriental del canal. Por debajo de la corriente de Yucatán hay una subcorriente de Yucatán que fluye hacia el sur y que aleja el agua del Golfo de México.

## Arrecifes de coral
Cuando el agua que fluye por el Canal de Yucatán entra en el Golfo de México, pasa por el Banco de Campeche, una zona de mar poco profunda. Aquí, hay arrecifes de coral en los bordes exteriores de la plataforma de Yucatán a unos 100 kilómetros (62,1 mi) de la costa. Los principales corales constructores de arrecifes aquí son Acropora cervicornis, Acropora palmata, y Montastraea annularis', y a finales de la década de 1990 muchos de ellos murieron. Desde entonces se ha producido cierta recolonización. El Banco de Campeche es una zona de gran biodiversidad, y ésta y otras partes del Canal de Yucatán son muy pescadas por los pescadores artesanales que convergen en la zona desde toda la costa de México. La zona está amenazada por la sobreexplotación.

## Fauna
Impulsadas por las profundas corrientes del Canal de Yucatán, las aguas ricas en nutrientes albergan una gran biodiversidad de vida marina. Con estos afloramientos se producen enormes floraciones de plancton que atraen a toda una gama de especies, desde pequeños moluscos hasta animales más grandes como tortugas, aves y mamíferos marinos.
Este frenesí alimenticio también atrae al pez más grande del mundo, el tiburón ballena y, por supuesto, a los curiosos gigantes oceánicos, las mantarrayas. Ambos animales, aparentemente grandes, se alimentan por filtración y acuden anualmente a la zona para darse un festín con el bufé de plancton.
Se destaca la presencia de la manta raya del Caribe Mobula cf. birostris. sta especie putativa ¨Manta raya del Caribe Mobula cf. birostris¨ parece ocupar un nicho similar al de la manta raya de arrecife. Por lo tanto, bien podría ser que algunas de las pioneras mantarrayas oceánicas que cruzaron el océano abierto hacia el Caribe encontraron abundantes fuentes de alimento a lo largo de los arrecifes costeros y comenzaron a divergir en una nueva especie - esencialmente, la naturaleza replicando la evolución de la manta raya de arrecife de nuevo. Sin embargo, aunque recientes análisis genéticos apoyan un cierto grado de separación entre estos dos grupos, sigue habiendo incertidumbre sobre la validez de esta especiación propuesta.
La manta Raya del Caribe es más pequeña que su prima oceánica y más similar en tamaño a la manta Raya de Arrecife. La coloración dorsal es un cruce entre las mantas de arrecife y las oceánicas. A diferencia de las mantas oceánicas, donde la marca negra de la cabeza en forma de T se extiende hacia abajo por la espalda para unirse al resto del cuerpo de color negro, manteniendo una anchura más o menos uniforme en todo el cuerpo, en la manta caribeña la cola inferior de la T se estrecha hacia la parte inferior donde se une a la espalda. El diámetro del disco es máximo 5 metros con un diámetro medio de 3-4 metros, llegando a pesar 1 tonelada.

## Historia

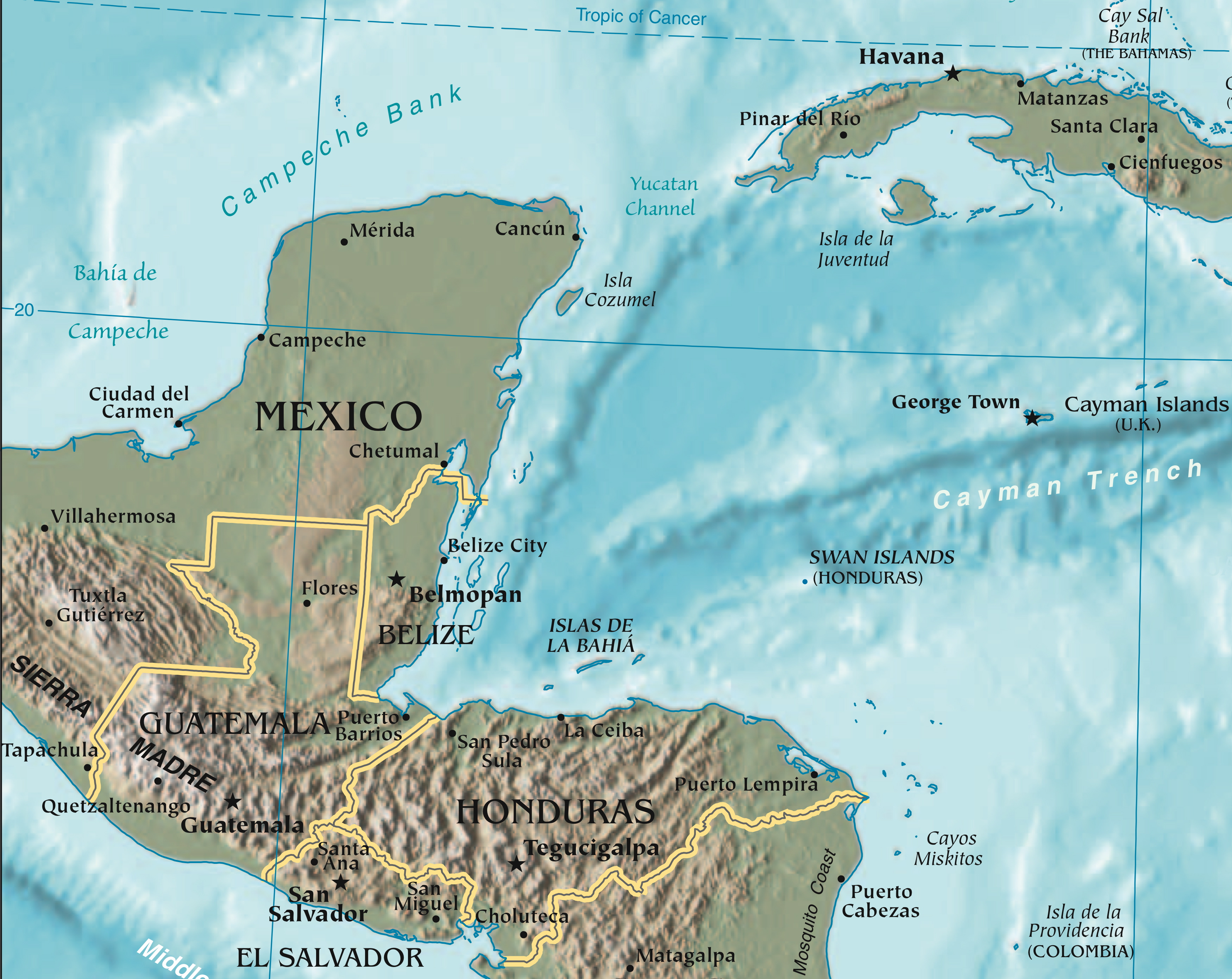
Mapa donde se ve el Canal de Yucatán.

El Canal de Yucatán, ha sido un sitio significativo para varios eventos históricos desde el contacto europeo con las Américas. 

### Exploración y conquista europea
El canal de Yucatán fue parte de las primeras rutas marítimas utilizadas por los exploradores españoles (1511-1521). En 1511, una expedición española dirigida por Francisco Hernández de Córdoba naufragó en la Península de Yucatán, lo que llevó al descubrimiento de la región por parte de los españoles. Hernán Cortés, quien más tarde conquistaría el Imperio Azteca, también navegó por el canal durante sus expediciones.
Los esfuerzos españoles para conquistar a los mayas (1524-1546) en la península de Yucatán implicaron navegar por el canal de Yucatán. A pesar de numerosos intentos y la eventual conquista de ciudades mayas importantes como Chichén Itzá y Uxmal, la resistencia maya fue feroz y persistente.

### Significado colonial y marítimo
El Canal de Yucatán se convirtió en un punto caliente para la piratería durante los siglos XVII y XVIII. Piratas como los liderados por el corsario inglés Sir Francis Drake atacaron a las flotas de tesoros españoles que navegaban por estas aguas. Los españoles, a su vez, construyeron fortificaciones en ciudades costeras como Campeche y Veracruz para protegerse contra estas amenazas.
El canal fue crucial para las rutas comerciales marítimas entre España y sus colonias. Sirvió como una ruta clave para transportar bienes y riquezas entre el Golfo de México y el Mar Caribe. Los puertos en la península de Yucatán, como Campeche, desempeñaron papeles significativos en esta red comercial. Por otra parte fue una vía navegable por aquellas naves que practicaban el contrabando sobre las colonias españolas.

### Cambios y conflictos delsigloXIX
Después que México obtuvo su independencia de España en 1821, el canal de Yucatán continuó siendo una ruta estratégica y comercial importante. El nuevo gobierno mexicano se centró en asegurar sus fronteras marítimas y mantener el control sobre sus rutas comerciales.
La guerra de Castas de Yucatán (1847-1901) fue un prolongado conflicto entre el pueblo maya y el gobierno mexicano tuvo repercusiones significativas para la región. Aunque fue principalmente un conflicto terrestre, impactó las actividades marítimas y el comercio en la zona.

### Desarrollos delsigloXX
Segunda Guerra Mundial (1939-1945): durante la Segunda Guerra Mundial, el canal de Yucatán vio un aumento en la actividad naval debido a la importancia estratégica de asegurar las rutas de navegación. Los Estados Unidos y sus aliados llevaron a cabo operaciones navales en el Caribe y el Golfo de México para protegerse contra posibles submarinos del Eje.
Turismo y desarrollo económico: en la segunda mitad del siglo XX, la región del canal de Yucatán, particularmente la península de Yucatán, vio un crecimiento significativo en el turismo. El área se hizo conocida por sus sitios arqueológicos, playas hermosas y cultura vibrante, atrayendo a visitantes de todo el mundo.

### Era moderna
En las últimas décadas, la región ha enfrentado desafíos ambientales relacionados con el turismo y el desarrollo. Se han hecho esfuerzos para equilibrar el crecimiento económico con la conservación ambiental, especialmente en lo que respecta a los ecosistemas marinos en el canal de Yucatán.
A principios del siglo XXI, el canal de Yucatán sigue teniendo importancia geopolítica, siendo una ruta marítima vital con una importancia continua para el comercio y la seguridad regional. Su ubicación estratégica continúa haciéndolo un área importante para los intereses comerciales y ambientales.
La historia del Canal de Yucatán refleja un patrón más amplio de importancia marítima, conflictos coloniales y dinámicas económicas y geopolíticas en evolución, lo que lo convierte en una área crucial para entender las interacciones históricas y contemporáneas entre las Américas y Europa.

## Narcotráfico
El Canal de Yucatán es una vía marítima ubicada en el extremo noreste de la Península de Yucatán, que conecta a México con Cuba a lo largo de un paralelo, y al Golfo de México con el Mar Caribe por un meridiano. Por su ubicación estratégica, el canal es un paso clave para el comercio marítimo legal, pero también para tráficos ilícitos como el narcotráfico y la trata de personas.
Desde el siglo XX, el Canal de Yucatán ha sido una ruta clave para el transporte comercial de petróleo. Esta actividad se ha visto facilitada no sólo por la abundancia de recursos naturales en la zona sudamericana, como Venezuela, sino también por la reciente ampliación del Canal de Panamá, que permite el paso de buques conocidos como post-Panamá.
Sin embargo, el canal también ha sido escenario de un problema que afecta a todo el continente americano: el narcotráfico. Es el principal corredor de la droga desde Sudamérica a México y, en consecuencia, a Estados Unidos. Este tráfico de drogas no sólo se limita al ámbito marítimo, sino que también afecta al tráfico aéreo.
Según las autoridades mexicanas, aproximadamente el 75 por ciento de la droga que se mueve desde Sudamérica hasta América del Norte pasa por el Canal de Yucatán. Se han identificado hasta 6 rutas de narcotráfico a lo largo del canal, cada una con puntos de suministro diferentes.
Una de las rutas más comunes es el trayecto desde Venecia o Colombia hasta la Península de Yucatán, desde donde la droga se distribuye hasta el centro de México y, finalmente, hasta los Estados Unidos. También hay rumores de que, después de pasar el canal, se dirige directamente a Florida, donde es muy frecuente. A más del tráfico de drogas, el Canal de Yucatán también es una ruta importante para el tránsito de personas, especialmente desde Cuba hasta México y los Estados Unidos.